# 姐冒奘寺
姐冒奘寺位于云南省德宏州陇川县景罕镇景罕村姐冒小组，始建于清代。占地面积1362平方米，建筑面积92平方米，属干栏式木构架建筑，重檐歇山瓦屋顶，坐南向北，面阔9.3米，进深9.9米，门窗透雕，奘寺四周为木板，窗子为木条交叉，呈正方形。奘寺正中佛台上供奉着释迦牟尼佛像一尊，旁边供奉着一尊背光帽饰的小铜佛像，周围四壁上挂有佛幡、宝伞、傣族剪纸、傣族织锦等礼佛用品。天花板绘有龙、鱼、仙鹤、人像和花瓶等，绘画风格独特，色彩比较鲜艳。景罕姐冒奘寺为研究陇川佛教建筑和绘画史提供了实物资料。2009年6月23日，公布为陇川县第二批陇川县文物保护单位。2022年10月18日，公布为第五批德宏州文物保护单位。